# 灣仔庄福德堂
灣仔庄福德堂，是位於臺灣臺北市內湖區明美公園內的土地廟，主祀福德正神，始建於清道光二年（1822年），為內湖科技園區信仰中心之一。

## 沿革

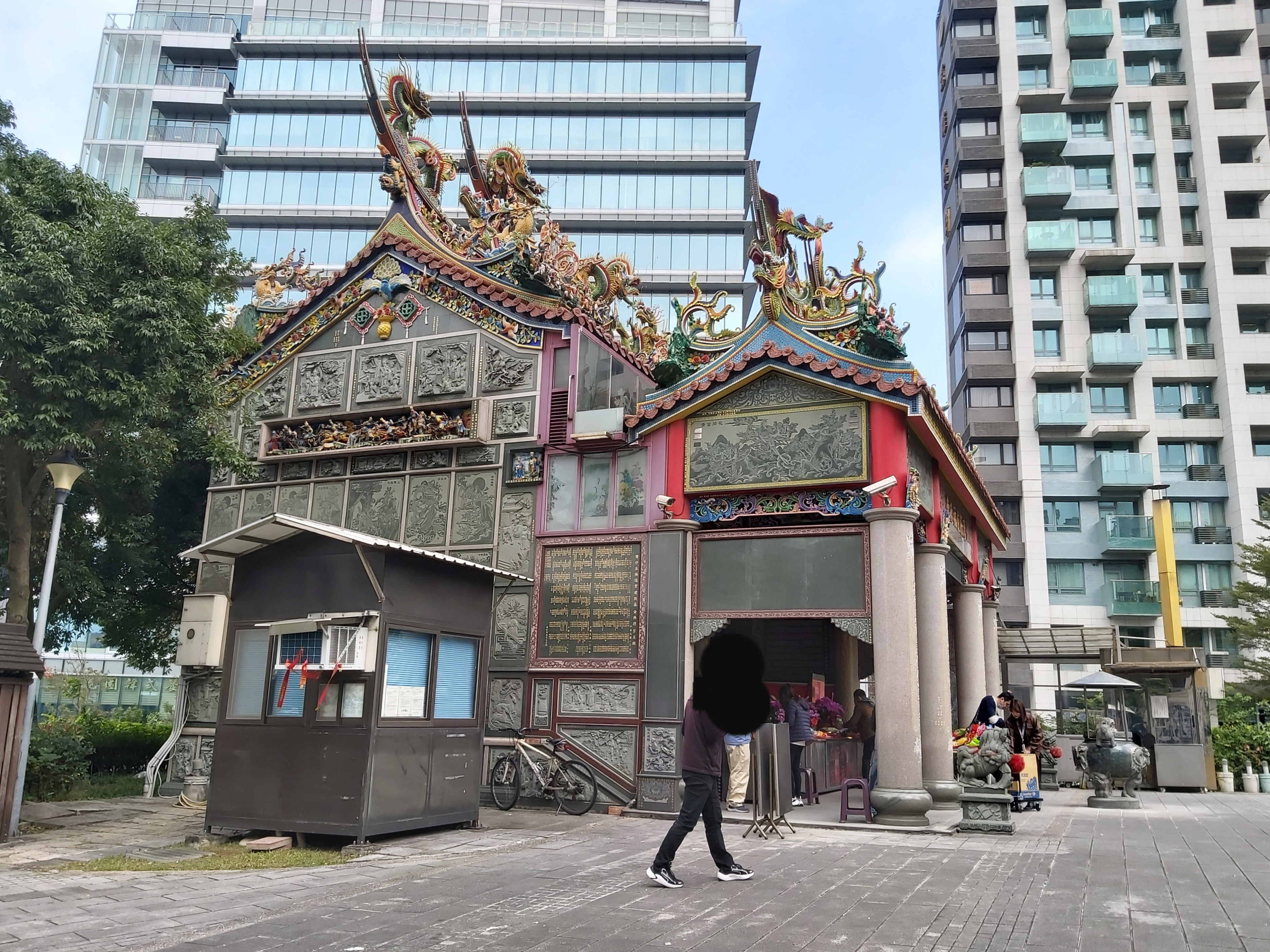
廟身側面

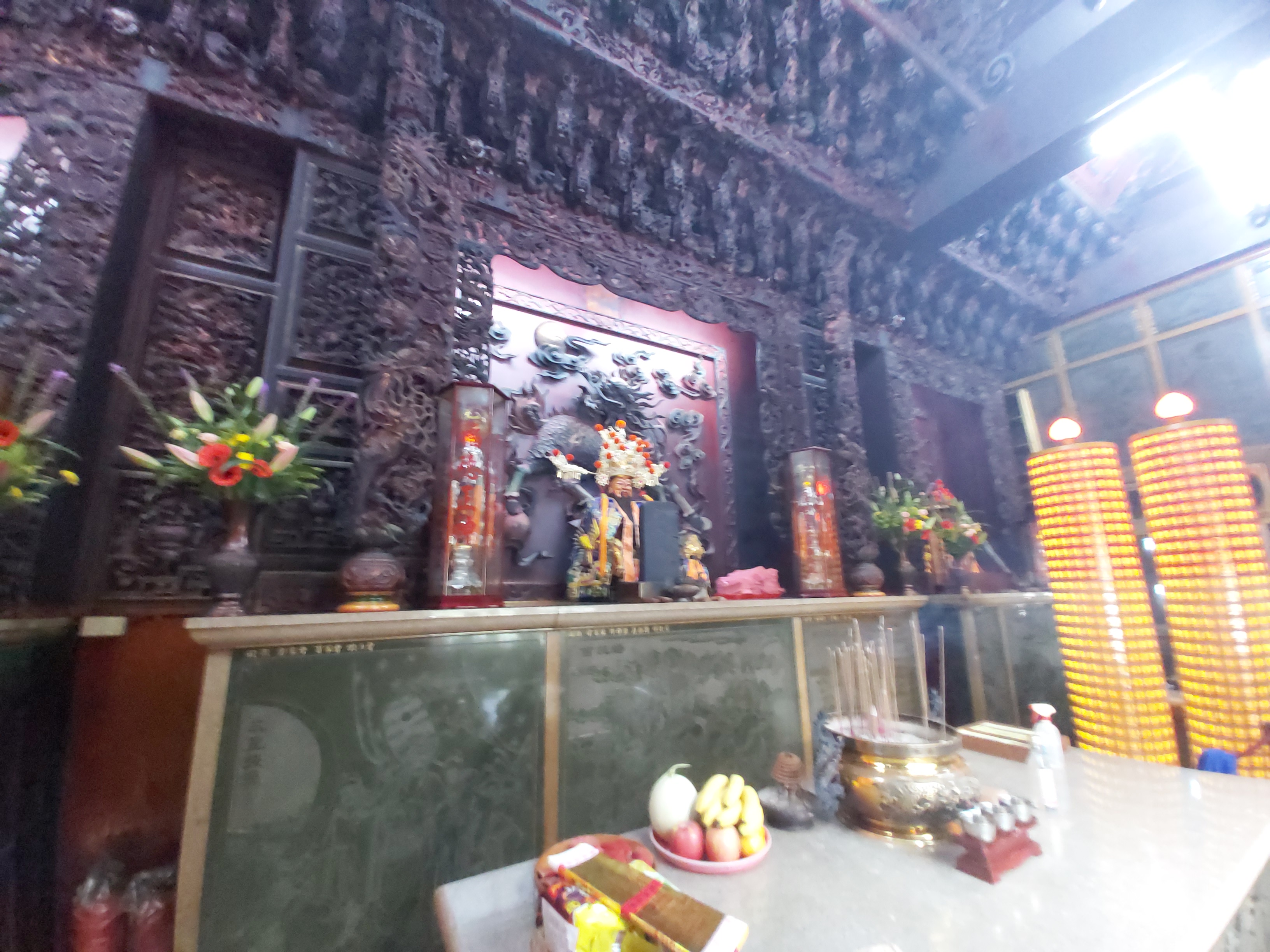
室內

灣仔庄為基隆河舊灣道東岸地區地域舊名，原為平埔族原住民凱達格蘭族支系里族社的聚落。清乾隆年間，漳州府漳浦縣人林秀俊渡臺至此開墾時，引十四分埤（今大湖公園）的水源灌溉農田，灣仔庄福德堂舊址所在地位處當時林秀俊修築的引水渠道末端，被稱為「水尾」。而後當地村民於道光二年（1822年）正式立廟。最早供奉「福德爺」石牌，之後稍有累積財力才雕刻土地公金身。開基土地公神像與廟內其他兩尊土地公神像在外觀上有顯著不同，其相異之處在於早期雕製的神像習慣鬍鬚直接雕刻在金身上。
該廟舊址原有古榕樹二株，古人咸以「大榕樹下土地公廟」見稱，1951年時附近磚窯廠接踵而設古樹難耐煤煙熏燎相繼枯萎。1967年逢強颱水患，由時任值年爐主謝政村獨資捐獻整修，內外清除污泥並重新粉刷貼磁磚，另由林騰訓和林詩東決議捐獻白鐵窗、供桌、捐獻箱並購置金紙香燭以供祭祀之用。1989年，基隆河截彎取直大彎河段全面填土覆蓋，2003年，舊堂址經重劃為住商混合區予以拆除，爰經湖興里、湖元里及石潭里里長及信眾多方呼籲請求原址保留無效，2008年5月獲准於現址重建落成。
2015年，不動產公司統計全臺位於豪宅地段最有名的三大土地公廟，分別為內湖五期重劃區的灣仔庄福德堂、新板特區的深丘福德宮以及台中七期重劃區的惠來里福德祠。由於該廟現址位於內湖科技園區，因而時常有許多內科公司老闆與高階主管偕職員前來參拜，包括星宇航空董事長張國煒亦為該廟信眾之一。

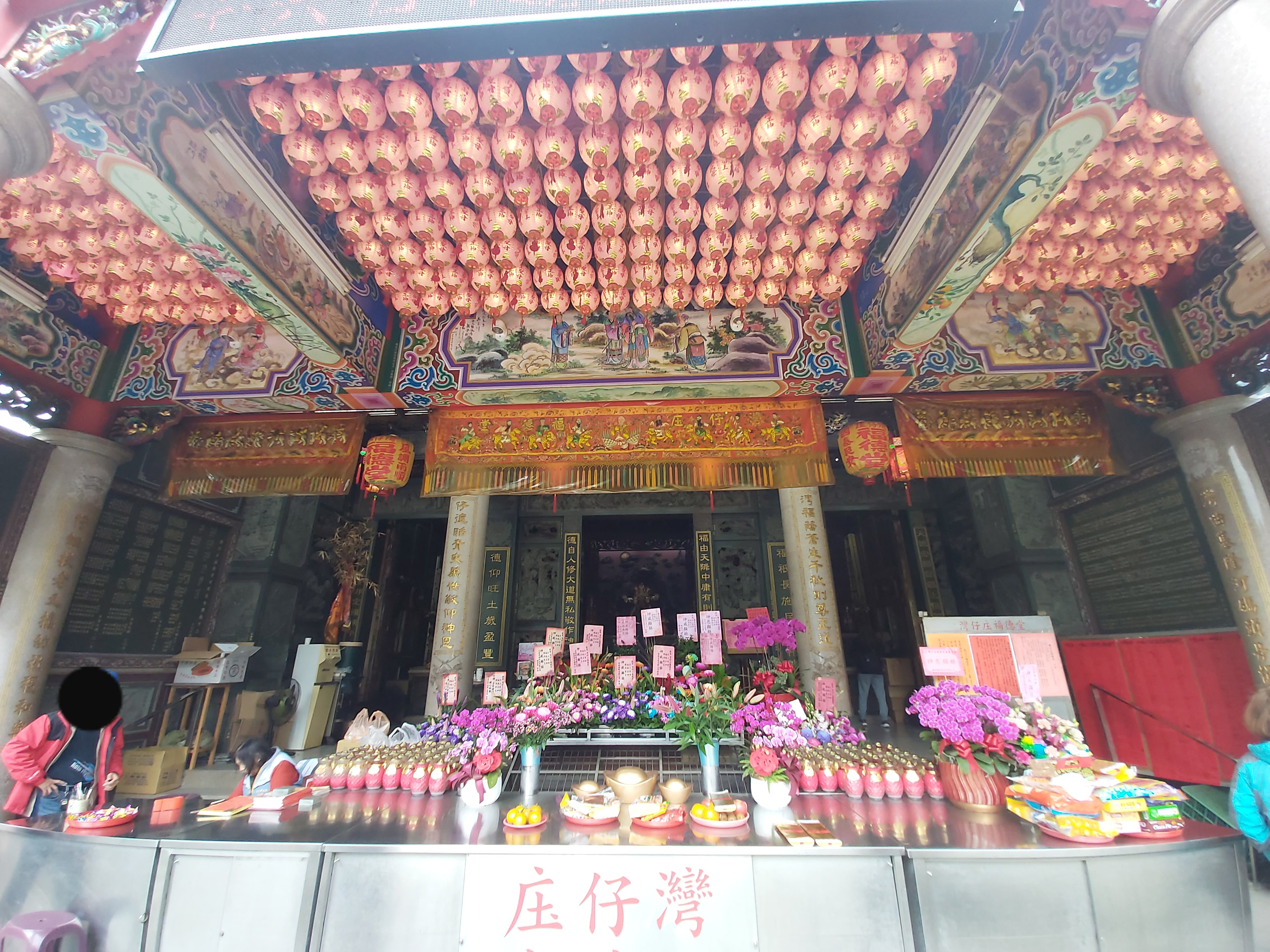
拜亭
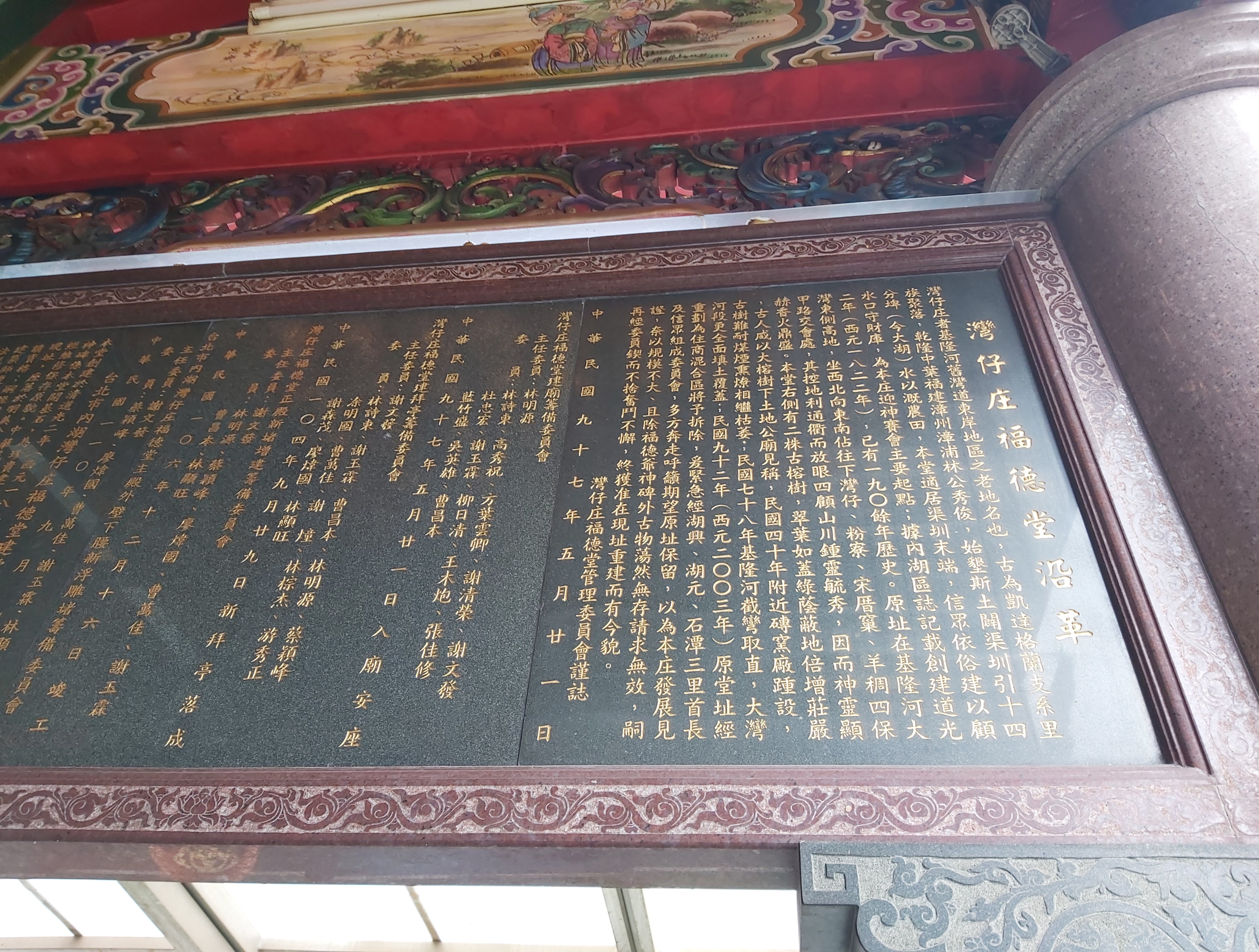
沿革碑

## 祀神
灣仔庄福德堂內主祀福德正神，堂內二邊神龕分別配祀開漳聖王及天上聖母。

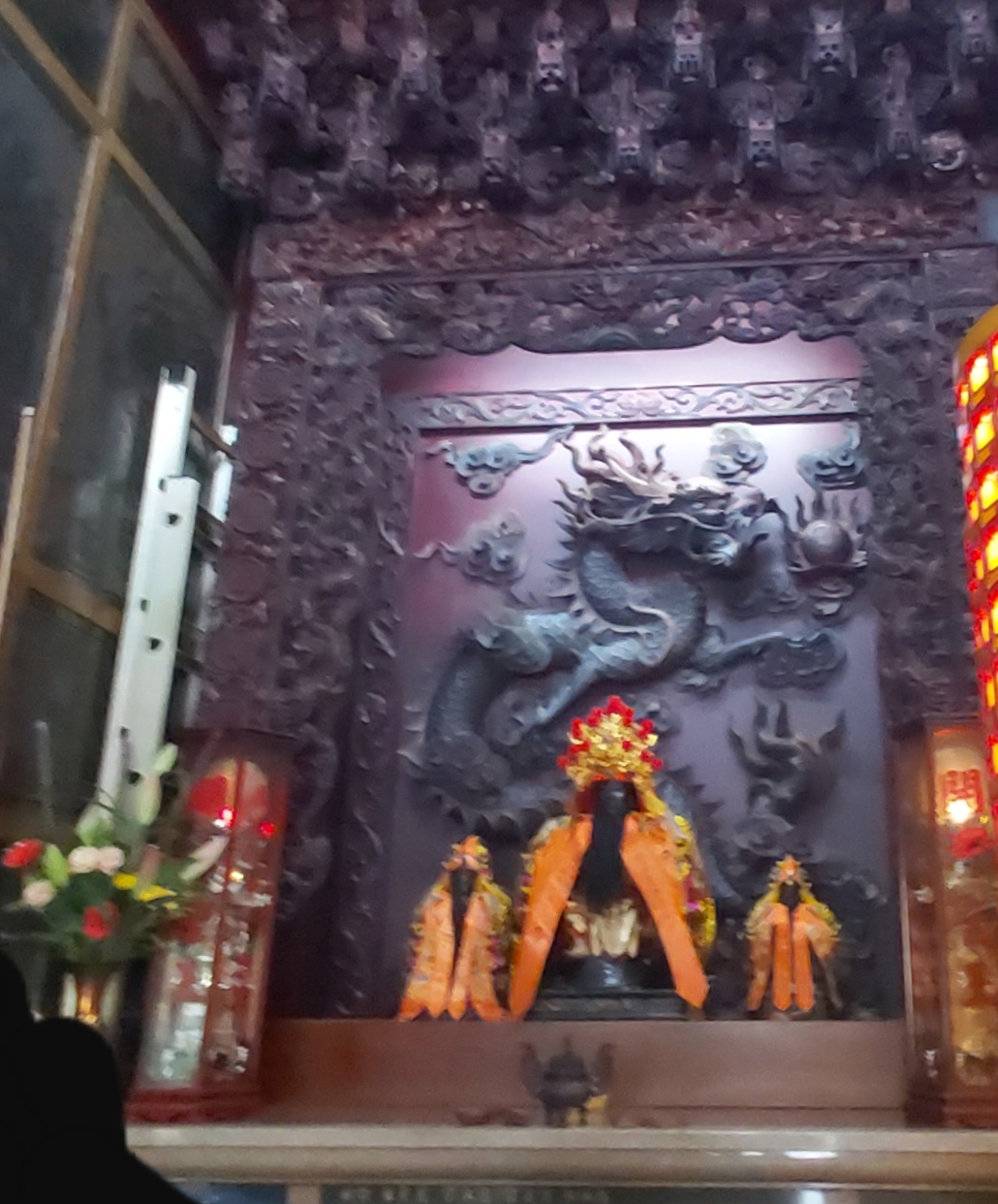
開漳聖王
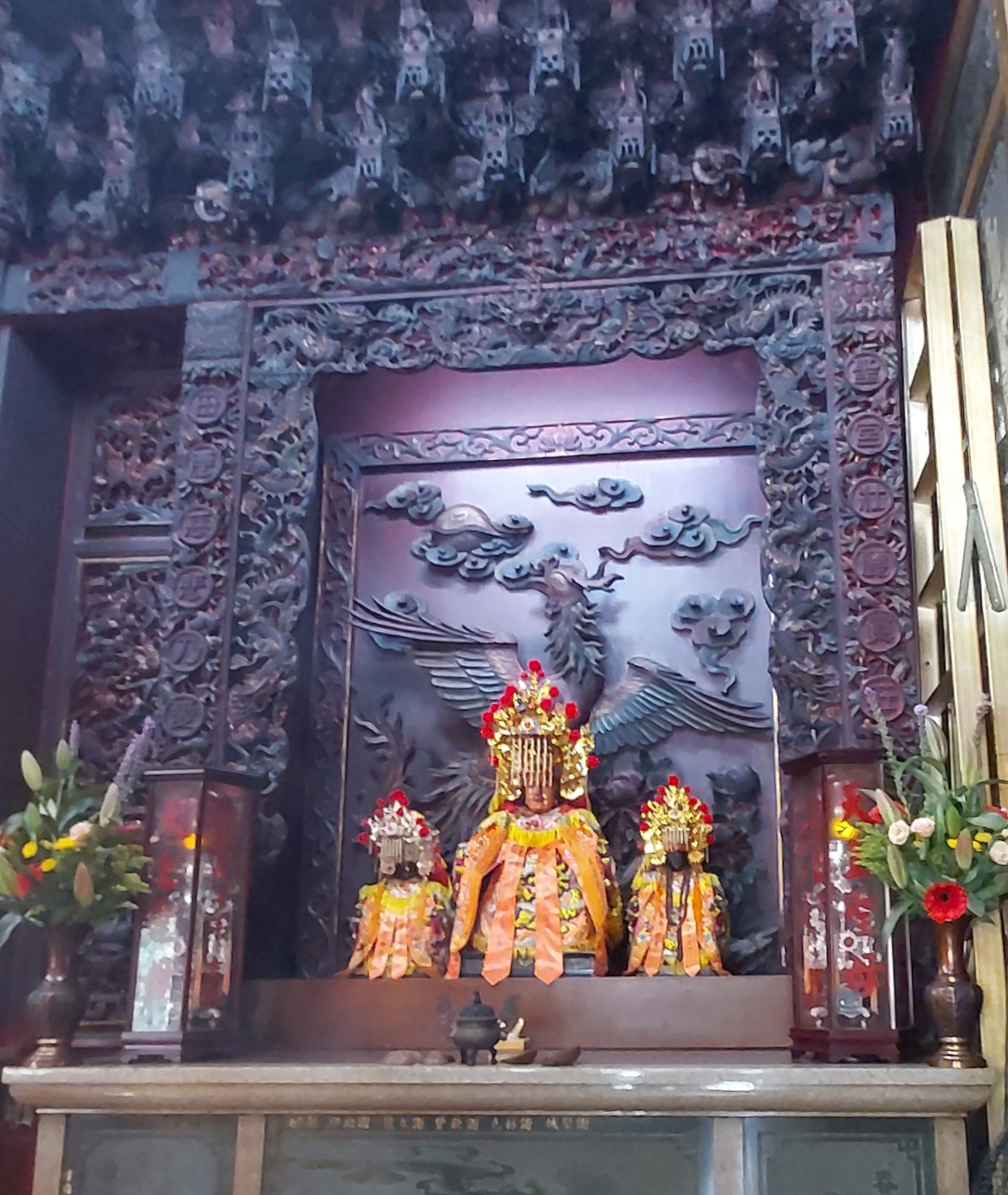
天上聖母

## 外部連結
- 台北內湖灣仔庄福德堂的Facebook專頁